# Margarete Klein
Margarete Klein (* 1973 als Margarete Wiest in Starnberg) ist eine deutsche Politologin, die sich auf den slawischen Kulturraum spezialisiert hat.

## Leben und Wirken
Klein studierte von 1992 bis 1998 Neuere und Neueste sowie Mittelalterliche Geschichte und Politikwissenschaft an der Ludwig-Maximilians-Universität München. Ihre Promotion zum Dr. phil. erfolgte 2002. Sie arbeitet als Wissenschaftlerin in der Forschungsgruppe Osteuropa und Eurasien der Stiftung Wissenschaft und Politik in Berlin, deren Forschungsgruppenleiterin sie ist. Zu ihren Forschungsinteressen zählen die Außen-, Sicherheits- und Militärpolitik Russlands, insbesondere Russlands Nahost- und Asienpolitik sowie Moskaus Verhältnis zur NATO, russische Militärreform sowie Entwicklung der Organisation des Vertrags über kollektive Sicherheit. Sie hat mehrere buchlange Studien veröffentlicht und schreibt regelmäßig in der Zeitschrift Osteuropa.
Auf arte-tv fungierte sie 2023 als Sachverständige zur russischen Gruppe Wagner; ebenso 2022 in der ARD und 2016 auf Phoenix.

## Publikationen (Auswahl)
- Russlands schwacher Föderalismus und Parlamentarismus: der Föderationsrat. Lit, Münster/Hamburg/London 2003 (Diss.)
- Russland als euro-pazifische Macht. Ziele, Strategien und Perspektiven russischer Ostasienpolitik. Berlin: Stiftung Wissenschaft und Politik, Juli 2014 (SWP-Studie 12/2014)
- Russlands Nordostasienpolitik: Die sicherheitspolitische Dimension. In: Hanns Günther Hilpert, Christian Wagner (Hg.), Sicherheit in Asien: Konflikt, Konkurrenz, Kooperation. Baden-Baden: Nomos Verlagsgesellschaft 2016, S. 103–131
- (mit Lidia Averbukh) Russlands Annäherung an Israel im Zeichen des Syrien-Konflikts. Berlin: Stiftung Wissenschaft und Politik, August 2018 (SWP-Aktuell 2018/A 45)
- Russlands Militärpolitik im postsowjetischen Raum. Berlin: Stiftung Wissenschaft und Politik, Deutsches Institut für Internationale Politik und Sicherheit, September 2018 (SWP-Studie 2018/S 19)